# Ensaio Acústico
Ensaio Acústico é o nono álbum de estúdio da dupla sertaneja brasileira Rionegro & Solimões. Foi lançado em 2002 pela Universal Music. Teve como sucessos as canções "Tô Por Aí", "Tô Indo Embora", "Estrela Guia" e "Rodopiou". O álbum chegou a marca de 250 mil cópias vendidas e conquistou o disco de platina.

## Faixas
| N.º            | Título                          | Compositor(es)                   | Duração |  |
| 1.             | "Rodopiou"                      | Emílio                           | 2:44    |  |
| 2.             | "Tô Por Aí"                     | Felipe / Valéria Barros          | 3:32    |  |
| 3.             | "Estrela Guia"                  | Toninho Mesquita                 | 3:40    |  |
| 4.             | "Meus Pedaços"                  | Roberta Miranda / Carlos Randall | 3:21    |  |
| 5.             | "Ainda Ontem Chorei de Saudade" | Moacyr Franco                    | 2:57    |  |
| 6.             | "Medo da Chuva"                 | Raul Seixas / Paulo Coelho       | 3:24    |  |
| 7.             | "Sapatiô, Sapatiô"              | Emílio / Eduardo                 | 2:37    |  |
| 8.             | "Carro Velho"                   | José Rico                        | 2:35    |  |
| 9.             | "Tô Indo Embora"                | Chico Amado                      | 3:16    |  |
| 10.            | "Chumbo Trocado"                | Hilário / Soleny                 | 3:43    |  |
| 11.            | "Como Te Esquecer"              | Pinocchio                        | 3:47    |  |
| 12.            | "Quarto Triste"                 | Duduca                           | 2:32    |  |
| 13.            | "Porta do Mundo"                | Peão Carreiro / Zé Paulo         | 3:53    |  |
| Duração total: | Duração total:                  | Duração total:                   | 43:14   |  |

## Certificações
| Brasil - ABPD                             | Platina | 2002 | 250.000* |
| *número de vendas baseado na certificação |         |      |          |